# Malakalnia
Malakalnia (lit. Moliakalnis) – wieś na Litwie, w okręgu uciańskim, w rejonie ignalińskim, w gminie Dukszty.
Inna nazwa wsi to Małakalnia.

## Historia
W dwudziestoleciu międzywojennym wieś leżała w Polsce, w województwie nowogródzkim (od 1926 w województwie wileńskim), w powiecie brasławskim (od 1926 w powiecie święciańskim), w gminie Dukszty.
Według Powszechnego Spisu Ludności z 1921 roku zamieszkiwały tu 43 osoby, 41 było wyznania rzymskokatolickiego a 2 mojżeszowego. Jednocześnie 5 mieszkańców zadeklarowało polską przynależność narodową, 2 żydowską a 36 litewską. Było tu 7 budynków mieszkalnych. W 1931 zamieszkiwało tu 56 osób w 8 budynkach.
Miejscowość należała do parafii rzymskokatolickiej w Duksztach. Podlegała pod Sąd Grodzki w Święcianach i Okręgowy w Wilnie; właściwy urząd pocztowy mieścił się w m. Duksztach.